# 蒋蕊
蒋蕊（1974年3月—），江苏高邮人，汉族，1998年7月参加工作，1994年1月加入中国共产党，全日制硕士研究生，文学硕士。曾任上海浦东新区潍坊社区（街道）党工委副书记、街道办事处主任，上海市民政局副局长。2021年10月，任上海市民政局局长。